# Icacinaceae
Icacinaceae — це родина квіткових рослин, що складається з дерев, кущів і ліан, переважно з тропіків.
Родина традиційно описувалася досить широко, з приблизно 55 родами, що становили понад 400 видів. Однак у 2001 році цей опис виявився поліфілетичним і родина було розділено на чотири родини в трьох різних порядках: Icacinaceae sensu stricto, Pennantiaceae (Apiales), Stemonuraceae (Aquifoliales) і Cardiopteridaceae (також Aquifoliales). Інші роди пізніше були перенесені до Metteniusaceae (Metteniusales), так що Ікацинові тепер включають ≈ 23 роди і 160 видів. Один рід, Sleumeria, був описаний ще в 2005 році.
Icacinaceae належить до порядку Icacinales разом з Oncothecaceae.
Екстракти Icacina senegalensis показали активність проти малярійних паразитів.

## Роди
Список згідно з Stull et al. (2015):
Icacineae
- Alsodeiopsis Oliver
- Casimirella Hassler
- Icacina A. Jussieu
- Lavigera Pierre
- Leretia Vellozo
- Merrilliodendron Kanehira
- Pleurisanthes Baillon

Iodeae
- Iodes Blume
- †Iodicarpa Manchester[7]
- Mappianthus Handel-Mazzetti

Mappieae
- Mappia Jacquin
- Nothapodytes Blume

Phytocreneae
- Desmostachys Miers
- Hosiea Hemsley & E. H. Wilson
- Miquelia Meisner
- Natsiatopsis Kurz
- Natsiatum Arnott
- †Palaeophytocrene Reid & Chandler[7]
- Phytocrene Wallich
- Pyrenacantha Wight
- Rhyticaryum Beccari
- Sarcostigma Wight & Arnott
- Sleumeria Utteridge et al.
- Stachyanthus Engler
- Vadensea Jongkind & O. Lachenaud

Incertae sedis
- Cassinopsis Sonder
- †Goweria Wolfe